# Bahía de Petacalco

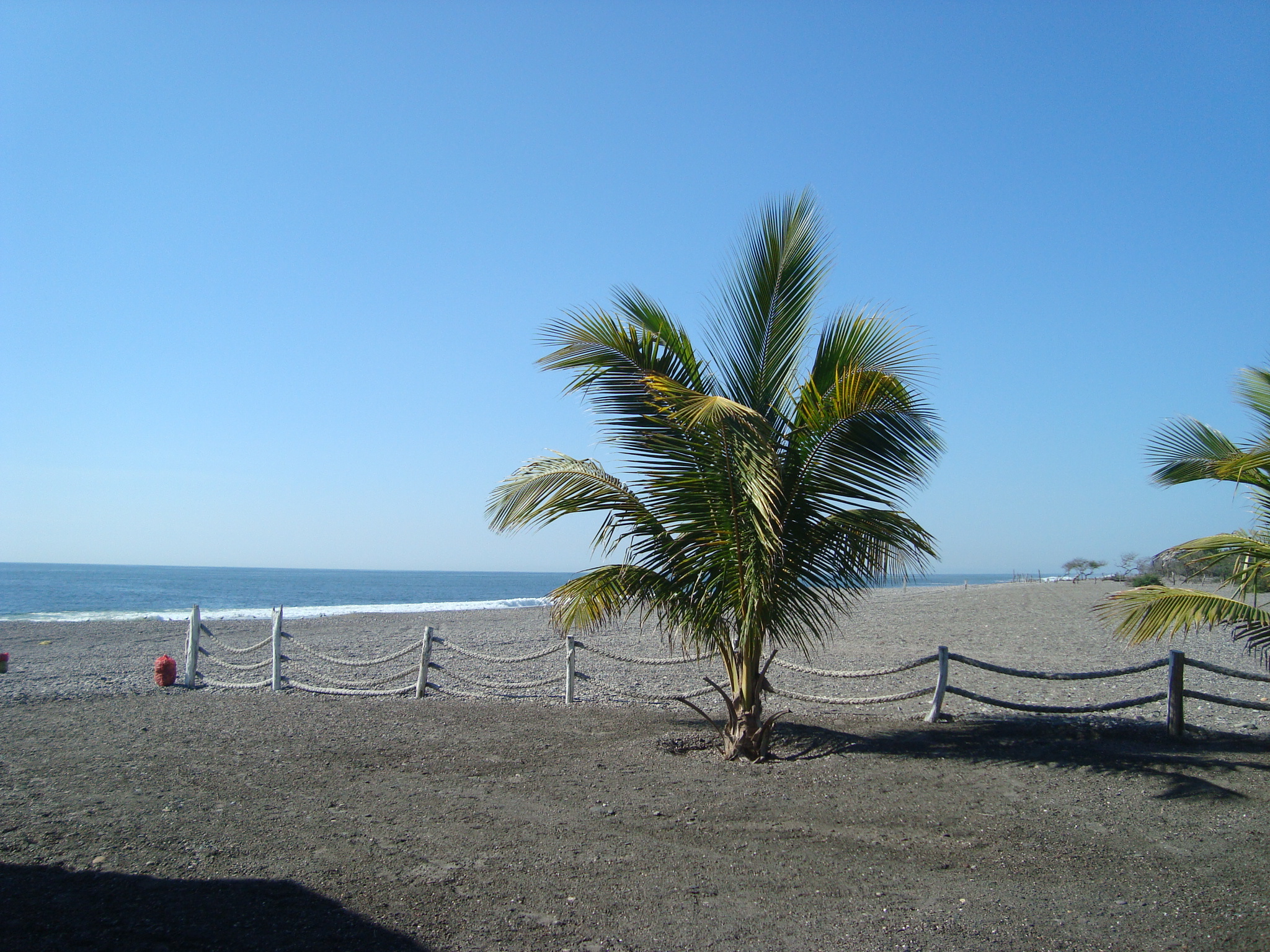
Playa en la bahía de Petacalco.

La bahía de Petacalco es una bahía vasta y abierta ubicada sobre el Océano Pacífico, en el Estado de Guerrero, México. Se encuentra localizada en inmediaciones de la desembocadura del río Zacatula.
Entre los artrópodos que habitan en la bahía Petacalco, los más abundantes son los anfípodos, especialmente los géneros Metharpinia y Rhepoxinyus; los cuales desempeñan un rol importante en la ecología de la bahía.
Su playa de oleaje regular, y arena gruesa, se destaca por sus aguas cristalina; allí se puede practicar deportes marinos tales como natación, buceo o surf.